# Glossaire de la marbrerie
Une marbrerie est l'atelier du marbrier où l'on travaille les marbres. Aujourd'hui, les marbreries funéraires travaillent cependant le granit plus que le marbre.
La marbrerie s'occupe de la transformation des blocs de pierre issus des carrières, en plaques de pierre qui sont polies pour devenir le marbre.
Au XIXe siècle, le marbre  désigne une pierre calcaire ou carbonate de chaux à cassure grenue, extrêmement dure et solide, difficile à tailler, et qui reçoit le poli.
Il y en a de différentes sortes: les unes sont d'une seule couleur; d'autres sont variées de diverses couleurs par veines, taches, mouchetures, ondes et nuages - On en trouve dans beaucoup d'endroits - Les plus beaux marbres viennent de l'Italie - Ceux le plus en usage sont le Sainte-Anne, qui comporte plusieurs nuances, tous d'un fond noir avec des taches et veines blanches, venant du département des Ardennes; le feluil, qui est d'un fond noir sale et de petits points blanc-gris, qui se tire près Mons; le Franchimont dit royal, qui a le fond d'un rouge pâle avec des taches gris-blanc et bleutées et des veines blanches, qui se tire du département des Ardennes ; le cerfontaine, qui est à peu près semblable au précèdent et qui vient du même département; le malplaquet, qui est d'un fond bleu ardoise, pâle, couvert de larges taches d'un blanc sale et d'un rouge pâle, qui se tire du même département; le retz, dont le fond est de couleur bistre clair et sablé, ou avec des cailloux et des veines plus foncées mêlées de blanc, qui se tire près d'Ambleteuse; la griotte d'Italie, qui est d'un fond rouge cerise, avec des taches plus foncées et d'autres plus claires, et quelques veines blanches et déliées, qui se tire de Caunes près de Carcassonne; le blanc veiné, qui se tire de Carrare; le bleu turquin et le bleu panaché, qui est d'un fond bleu ardoise avec des veines blanches et transparentes, venant des mêmes lieux que le précèdent; le portor, dont le fond est d'un beau noir avec des veines d'un ton jaune très délié, venant des mêmes carrières; le jaune de Sienne, qui est d'un fond jaune vif avec des taches plus foncées et des veines noires transparentes, venant de Carrare; le vert de mer, qui est d'un fond vert très foncé, avec des veines blanches et transparentes, et le vert d'Égypte, semblable au précèdent, excepté qu'il a de plus des taches d'un rouge foncé et transparent: l'un et l'autre se tirent aussi dans les environs de Carrare. Les autres espèces de marbres qui ont été plus en usage qu'ils ne le sont, et dont on a cessé en partie ou en totalité l'exploitation, sont; le Namur, le Dinant, le brabançon, le Saint-Remi, le Tance, le senzielle, le traîneau, le merlemont, le haie, le gochené, le hou, la griotte de Flandre, la brèche grise, le marbre de Caen, le Laval, le lumaquelle, le Bourbonnais, le Languedoc, le Californie, le cervelas, le campan Isabelle, vert et rouge; la brèche d'Alep, le Sainte-Baume, le serancolin, la verrette, le vert-vert, la brèche universelle, la brocatelle, le tarentaise, le vert de Turin, le jaune de Vérone, la brèche violette, la brèche africaine, le vert de Vérone, de Gênes; le jaspe de Sicile, le jaspe du four; l'albâtre fleuri.
Les marbres antiques dont les carrières sont perdues sont : le rouge, le vert et le jaune antiques; la brocatelle; le serpentin; l'arabie dorée; le cipolin; le vert porreau; le noir; le pares, et les porphyres.
Un vocabulaire particulier se développe autour du métier de la marbrerie qui est détaillé ici:
- Haut – A
- B
- C
- D
- E
- F
- G
- H
- I
- J
- K
- L
- M
- N
- O
- P
- Q
- R
- S
- T
- U
- V
- W
- X
- Y
- Z

## A
- Accorder - C'est en montant les pièces de marbre, les faire affleurer, les faire joindre avant de les polir[E 2].
- Accotoir - Morceaux de marbre que l'on scelle le long d'une tranche avant d'en faire la taille[E 2].
- Adoucir ou doucir - Frotter le marbre avec une pierre ponce dure et de l'eau; c'est la quatrième opération employée pour parvenir au poli du marbre[E 2].
- Agrafe - Morceau de petit fer plat portant un talon à chaque bout, servant à retenir les tranches de marbre sur les dalles ou noyaux en pierre[E 2].
- Alabastrite - Nom des faux-albâtres[E 2].
- Albâtre - Espèce de pierre ou gypse d'un grain très fin et transparent, moins dur que le marbre, aisé à tailler, et dont le poli est toujours gras - Il y en a de différentes couleurs, de blancs de rouges comme le corail[E 2].
- Archet ou Arçon - Archet fait avec une lame d'acier et une corde à boyau, qui sert à faire mouvoir le foret pour percer des trous dans le marbre[E 2].
- Arrière-corps - Il est formé par un évidement que l'on fait sur l'angle d'un socle ou autre partie du marbre[E 2].
- Arrière-corps - Voir Cadre.
- Asphalte - Minéral, bitume solide, servant, en y joignant un dixième de poix, à faire une espèce de mastic impénétrable à l'eau lorsqu'il n'est pas exposé à l'ardeur du soleil[E 3].
- Astragale - Chapiteau de pilastre qui n'a pas de moulure[E 3].
- Astragale - Moulure en demi-rond, élégie dans la masse d'un chapiteau de chambranle[E 3].
- Azur - Petite cannelure angulaire que l'on refouille dans un montant de chambranle à la hauteur et en place de l'astragale[E 3].

## B
- Bande - Dalles de liais ou de marbre débitées en tranches étroites pour servir le plus généralement d'encadrement aux carrelages en carreaux de pierre ou de marbre; on fait aussi usage de ces bandes pour doubler les marbres en tranches[E 3].
- Bandeau - Renfoncement que l'on taille entre deux moulures[E 3].
- Boucharde - Poinçon acéré dont la tête est taillée en plusieurs pointes de diamant et servant à percer de grands trous; pour cela on le fait tourner dans la main en frappant dessus et jetant de l'eau sur le marbre pour le gruger[E 3].
- Bouchon - Pelote de linge ou un morceau de plomb servant à polir et lustrer le marbre[E 3].
- Boue d'émeri - Potée qui se forme sous les roues ou meules dont les lapidaires se servent pour tailler les pierres - On l'emploie pour polir le marbre[E 3].
- Brèche - Espèce de marbre composé d'un amas de petits cailloux de différentes couleurs fortement unis, de manière qu'en le cassant il se forme des brèches qui lui ont fait donner ce nom[E 3].

## C
- Cadre - Bande que l'on rapporte en saillie derrière les pilastres et le travers d'un chambranle, et qui forme champ d'encadrement[E 4].

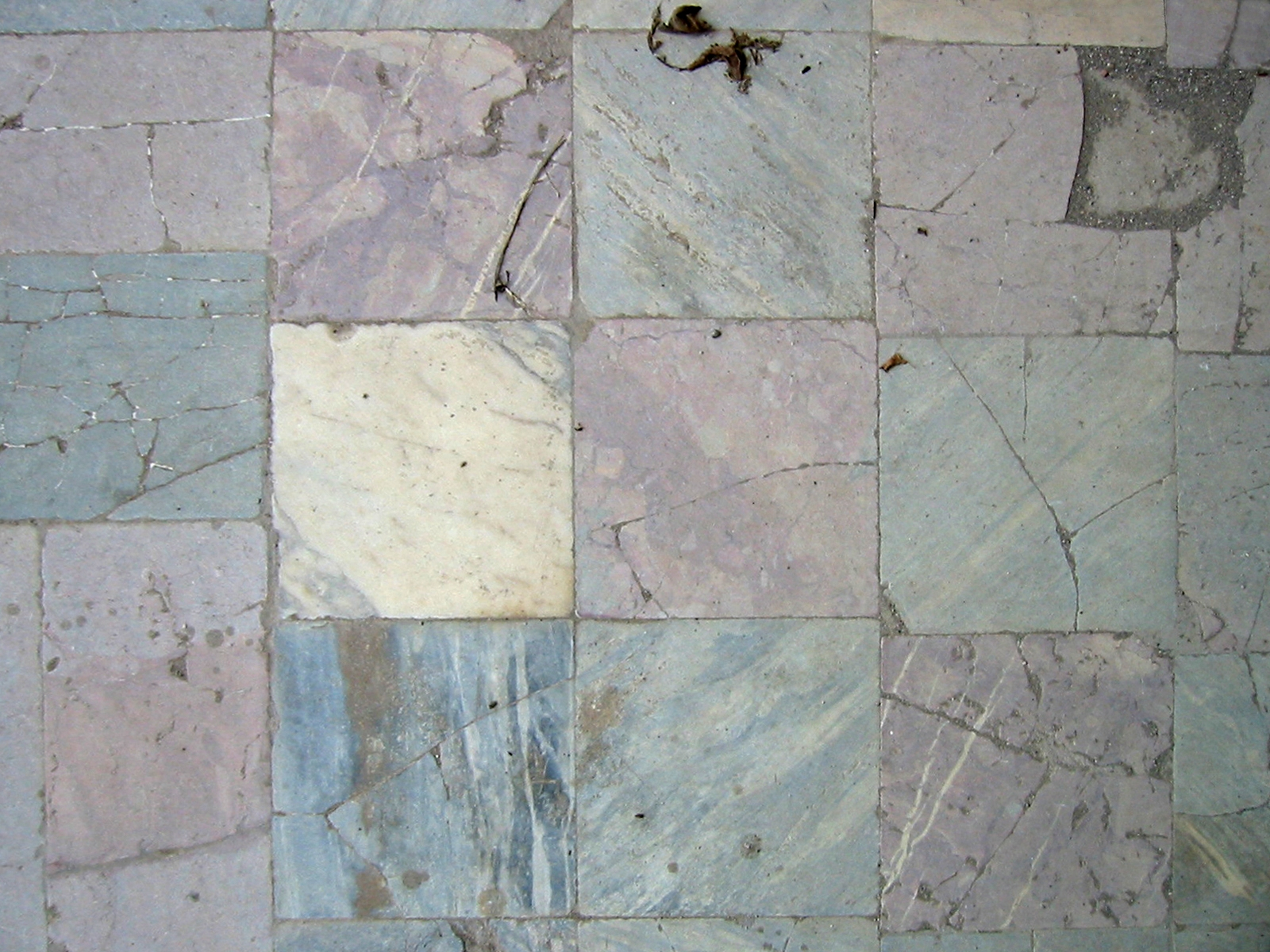
Thermes taurins. Carreaux de marbre formant carrelage

- Carreau - Tranches de pierre ou de marbre taillées en morceaux de diverses grandeurs, de forme carrée, octogone ou losange, qui se posent au sol de différentes pièces, comme salles à manger, vestibules, paliers d'escaliers, etc.; Carreau de compartiment - Carreau en marbre de différentes formes et couleurs[E 4].
- Carrelage - De plusieurs sortes: carrelage en carreaux carrés, en pierre ou en marbre; carrelage en carreaux octogones; qui est fait avec des carreaux de liais à huit pans et rempli de carreaux carrés en marbre noir; et enfin les carrelages à compartiment que l'on fait en marbre de diverses couleurs comme de divers dessins[E 4].
- Carreleur - Ouvrier qui prépare et qui pose les carreaux pierre ou en marbre, ordinaires ou à compartiments[E 4].
- Chambranle
  - Chambranle à pilastre - Chambranle dont les montants sont unis, couronnés d'un chapiteau avec socle rapporté par le bas[E 4].
  - Chambranle à pilastre carré - Chambranle à pilastre dont les montants sont en marbre plein et d'égale mesure sur toutes faces[E 4].
  - Chambranle à console - Chambranle dont les montants sont en marbre plein et chantournés ou taillés circulairement sur le devant[E 4].
  - Chambranle à colonne - Chambranle dont les montants sont ronds et isolés[E 4].
  - Chambranle à bouche de jour - Chambranle entre les montants duquel est rapporté un panneau qui est évidé circulairement en élévation[E 4].
  - Chambranle à table renfoncée - Chambranle dont les montants et le travers sont élégis et portent un listel sur chaque rive[E 4].
- Chanfrein ou Biseau - Une arête abattue[E 4].
- Chantier - Table en pierre d'environ six pouces d'épaisseur, supportée par deux consoles, et sur laquelle on taille et l'on polit le marbre; Chantier volant - Petite pierre sur laquelle on scelle les petites pièces de marbre pour les tailler[E 5].
- Chapiteau - Tranche de marbre, ornée ou non de moulure, que l'on rapporte au haut d'un montant de chambranle, et qui lui sert de couronnement[E 5].
- Cheval de terre - Nom des cavités remplies de terre qui se découvrent quelquefois dans le solide d'un bloc de marbre - On les nomme le plus souvent terrasses[E 5].
- Cire à cacheter - Sert à mastiquer les marbres filardeux et à rejoindre les éclats qui peuvent se faire dans la taille des moulures ou autres[E 5].
- Ciseau - Outil acéré ayant sa tige ronde, élargi d'un bout et tranchant - Il sert à faire la taille fine après avoir fait usage de la gradine[E 5]; Ciselet - Petit ciseau qui sert à faire la taille des moulures et celle de l'épaisseur des marbres minces[E 5].
- Ciselure - Partie étroite de taille que l'on fait sur la rive et derrière une bande pour la dresser, lorsque sur cette partie doit se rapporter l'épaisseur ou la face d'une autre tranche[E 5].
- Clapis - Grand éclat que l'on fait en taillant le marbre sur le parement et qui altère l'arête et l'épaisseur de la matière[E 5].
- Clous - Voir Durillons
- Colonne - Montant de chambranle qui est arrondi et qui est ordinairement orné de chapiteaux et de socles[E 5].
- Compartiment - Arrangement symétrique des carreaux de marbre dans leur pose; Compartiment simple - Carrelages en marbre peu variés dans leurs formes[E 5].
- Conscience - Pièce de bois garnie de fer que l'on pose sur l'estomac pour pousser le foret - Voir Palette[E 5].
- Console - Montant d'un chambranle qui est chantourné en élévation sur le devant[E 5].
- Contre-passe - Voir Scier.
- Corniche - Voir Imposte
- Coupe - Sciage d'une tranche de marbre mince sur le plat pour la mettre de mesure en longueur ou largeur, ou de celui que l'on fait au bout de tout autre morceau de marbre[E 6]; Coupe à la pointe - Au lieu de se servir d'une sciotte, faire, une tranchée avec la pointe et le maillet pour couper ou réduire de longueur un morceau de marbre épais[E 6].
- Couronnement - Voir Tambour
- Couteau à dents - Couteau commun auquel l'ouvrier fait des dents pour lui servir de sciotte; il sert à couper le bout de petites bandes minces et étroites[E 6].
- Cuiller - Cuiller qui sert à puiser l'eau et le grès qu'on jette dans la voie que fait la scie ou la sciotte lorsqu'on débite le marbre[E 6].

## D
- Dalles - Bandes de pierres d'environ un pouce d'épaisseur que l'on scelle sous les tranches de marbre employées en foyers, montants et revêtement de chambranle, pour leur donner plus de solidité[E 6].
- Décintroir - Outil qui sert à relever le carreau et les dalles; il a à peu près la forme de celui dont se sert pour fouiller la terre, et que l'on nomme pic[E 6].
- Donner un coup de bouchon - Action de nettoyer un chambranle ou autres parties de marbre auxquelles on redonne le lustre au moyen d'un bouchon de linge et de la potée - On dit aussi donner un coup de poli[E 6].
- Doubler - Rapporter et sceller des bandes de pierre derrière les tranches de marbre; Doublure - Nom des bandes ou dalles de pierre que l'on rapporte sous les tranches de marbre minces pour les renforcer[E 6].
- Durillon - Parties dures qui sont dans le marbre ce que les nœuds sont dans le bois[E 6].

## E
- Ébauche - Évidements bruts faits dans un morceau de marbre pour y encastrer quelque chose[E 6].
- Égriser - Première opération du poli des marbres; elle sert à faire disparaitre le brut de la scie ou du ciseau - On l'exécute en frottant la surface du marbre avec un morceau de grès ou un fer, sous lesquels on met du grès pilé et de l'eau[E 7].
- Émeri - Pierre métallique qui, réduite en poudre, sert à polir le marbre - On nomme aussi émeri les petites taches noires et dures qui se rencontrent dans de certains marbres[E 7].
- Épanneler - Tailler ou abattre les arêtes d'un morceau de marbre carré ou octogone pour le rendre rond; c'est faire l'ébauche d'une moulure sur l'épaisseur d'une tablette ou autre morceau en abattant une arête et formant un chanfrein[E 7].
- Équarrir - Tailler le pourtour des carreaux neufs de pierre ou de marbre ; c'est aussi rafraîchir les joints des vieux carreaux ou les réduire à une autre mesure; Équarrissage - Taille que l'on fait sur l'épaisseur d'une tranche de marbre mince pour la mettre de mesure ou la dresser[E 7].
- Évidement - Taille faite sur l'épaisseur d'un bloc ou d'un morceau de marbre pour former un dégagement en avant ou en arrière-corps[E 7].

## F
- Fer carré - Bande de fer plat qui sert à dresser le joint du bout d'une bande de marbre au lieu de le mouliner sur la fonte[E 7].
- Feuillure - Petit refouillement que l'on fait dans une bande de marbre pour recevoir l'épaisseur d'une autre[E 7].
- Fier - Voir Marbre
- Fil - Veine terrasseuse, ou une petite fente dans le marbre provenant d'un étonnement, qui divise le bloc en parties et les tranches levées sur ce bloc en totalité[E 7].
- Filardeux - Voir Marbre
- Foyer - Dalle de pierre ou de marbre qui est au bas d'un chambranle eu avant d'un âtre de cheminée et au niveau du plan; Foyer à bande - Foyer qui est composé d'un panneau entouré de bandes d'encadrement; Foyer à compartiment - Foyer qui est composé de plusieurs panneaux encadrés de bandes au pourtour et en travers, lesquels panneaux et bandes sont en marbres de diverses couleurs[E 8].
- Fut - Outil en fer dans lequel on monte des mèches de différentes grosseurs pour percer les trous de goujon[E 8].

## G
- Galbe - La taille circulaire que l'on fait à un montant de chambranle pour lui donner la forme d'une console[E 8].
- Gargouiller ou griser - Frotter un corps rond, tel qu'une colonne, dans un morceau de marbre creusé pour cet effet, afin de le dresser et de l'unir au moyen du grès et de l'eau[E 8].
- Goujon - Bout de gros fil de fer ou de laiton que l'on rapporte dans un trou fait dans le bout d'une bande, d'une colonne ou autre morceau de marbre, pour le tenir avec celui sur ou sous lequel il pose[E 8].
- Gousset - Morceau de pierre rapporté, goujonné et agrafé derrière le noyau du travers et des retours d'un chambranle[E 8].

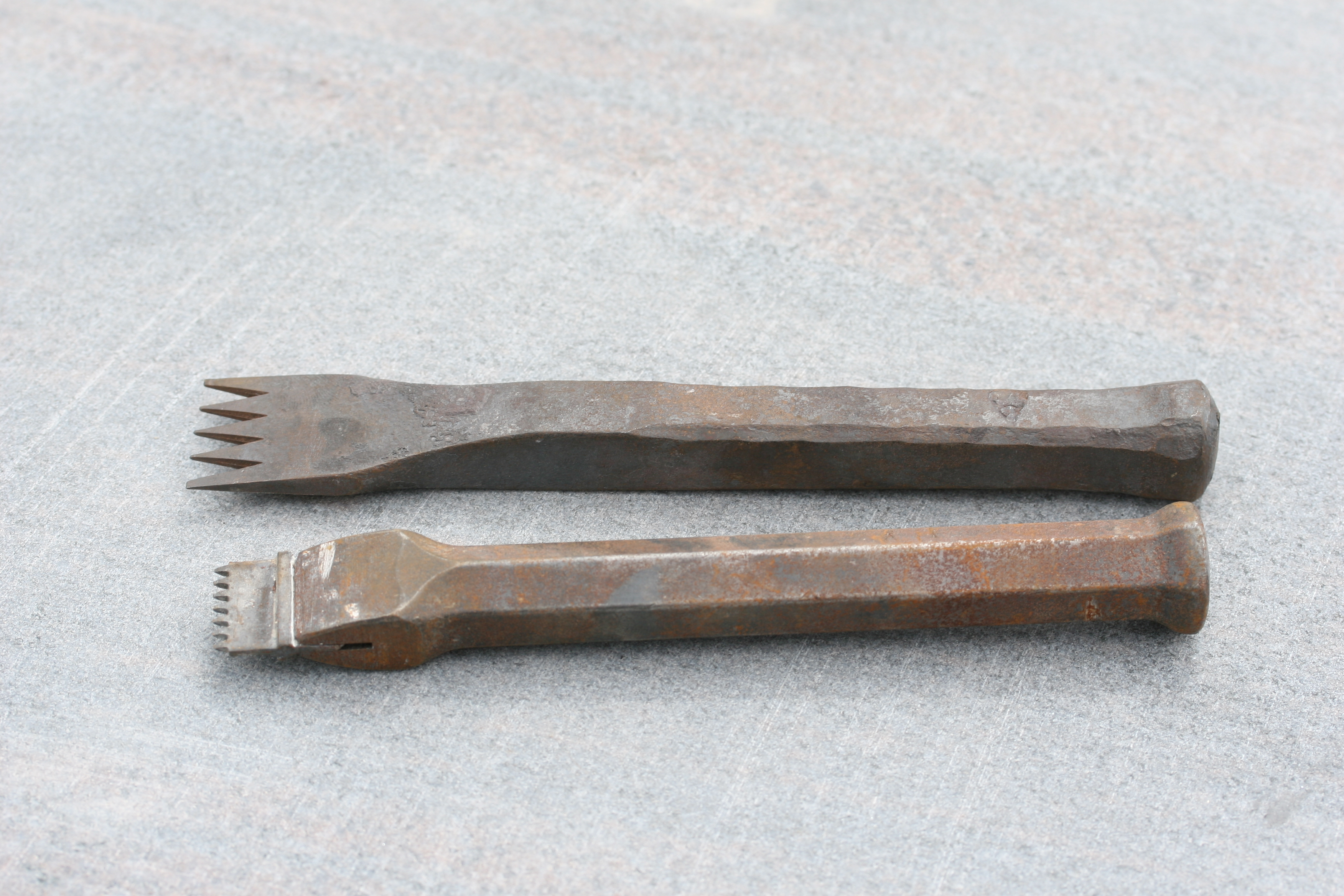
Gradines

- Gradine à grain d'orge - Ciseau de fer à tige ronde dont le tranchant est refendu de six dents; il sert à dégrossir le parement du marbre; Gradine plate - Outil d'acier semblable au précèdent mais qui n'a que quatre dents: on s'en sert immédiatement après la gradine à grain d'orge[E 8].
- Graisser - Enduire de mastic les goujons et agrafes de fer, pour empêcher l'oxydation en les faisant chauffer à un degré suffisant pour qu'en les frottant le mastic fonde et puisse s'y fixer; c'est aussi enduire pareillement les marbres terrasseux avant de les tailler[E 8].
- Granit - Matière fort dure composée de quartz, spalt étincelant, schorl et mica, et qui est marquée de petites taches de couleurs différentes - Il y a des granits verts, violets, roses, feuille morte, gris, bleus - On en tire des Vosges et de la Bretagne: ceux-ci sont gris ou bleuâtres; ils s'exploitent et s'emploient pour faire des bornes, des marches, des bordures de trottoirs[E 8].
- Gravure - Cavité faite au ciseau dans la pierre, le marbre, pour former des caractères d'inscription[E 9].
- Grès - Écrasé et réduit en poussière, il sert avec de l'eau à aider la scie à débiter le marbre en tranches; on en fait aussi usage sous la molette pour frotter et unir le marbre[E 9].
- Grille - Morceau de grillage en fil de fer sur lequel on pose du charbon allumé pour chauffer les pièces de marbre que l'on veut réunir, afin qu'étant chaudes elles puissent faire fondre le mastic réduit en poudre qui sert à les souder[E 9].
- Gruger - Égrener le marbre en perçant un trou avec la boucharde, ou en se servant de marteline, pour faire l'ébauche des parties de sculpture[E 9].
- Gypse - Pierre grise médiocrement dure - Sa calcination la fait passer de son état naturel à celui de plâtre qui sert à sceller les morceaux de marbre que l'on veut scier, tailler ou polir, ainsi qu'à les poser[E 9].

## I
- Imposte - C'est une partie lisse ou ornée de moulure, mais en relief, qui couronne les Montants d'arrière-corps d'un chambranle ‡ Pilastre, ou les pilastres d'un chambranle ‡ bouche de four[E 9].

## J
- Jaspe - Espèce de roche quartzeuse sans couche concentrique, d'un grain plus fin et plus dur que le marbre, et qui reçoit très-bien le poli - Il en est de verts, rouges, jaunes, bruns, etc.[E 9].
- Joint - Joint démaigri - Joint qui n'a qu'une arête vive; comme aux carreaux et aux bandes du carrelage à compartiment; Joint ordinaire ou brut - Joint qui ne devant pas se raccorder avec d'autre marbre, est fait à la pointe ou à la sciotte sans être ensuite dressée au ciseau; Joint plein - Joint visible sur l'épaisseur d'une bande, et que l'on a dressé pour se raccorder avec une autre bande qui fait retour d'équerre et affleure celle-ci; Joint de réunion - Joint vertical ou horizontal d'une bande de marbre qui est réunie à une autre bande et qui l'affleure sur son parement ou par derrière; Joint mouliné - Joint de réunion, mais qui a été frotté et dressé sur un morceau de marbre ou de fonte au moyen de l'eau et du grès - On mouline ordinairement toute épaisseur de bandes et même les carreaux de marbre lorsqu'ils doivent être joints bout à bout; Joint angulaire - Joint d'onglet que l'on fait sur un montant de chambranle et sur son revêtement pour que les veines du marbre des deux morceaux se raccordent; Joint perdu - Joint que l'on fait à une pièce qui se met à un marbre, et qui prend le contour des veines ou cailloux de ce marbre sur lequel cette pièce doit être rapportée[E 10].

## L
- Liais - Seule qualité de pierre en usage dans la marbrerie - On en distingue de deux sortes: le liais franc et le liais rose - Ils servent à faire le carreau, à doubler les tranches de marbre, à couvrir des terrasses, à faire des tombeaux, etc.[E 10].
- Lime - Outil qui sert à faire le raccordement d'une pièce de marbre avec une autre lorsqu'on les monte[E 10].
- Lustrer - Voir Relever.

## M
- Maillet - Masse cylindrique de bois de buis avec un manche; elle sert à frapper sur la tête des ciseaux et des gradines[E 10].
- Marbre: Pierre calcaire ou carbonate de chaux à cassure grenue, extrêmement dure et solide, difficile à tailler, et qui reçoit le poli. Il y en a de différentes sortes: les unes sont d'une seule couleur; d'autres sont variées de diverses couleurs par veines, taches, mouchetures, ondes et nuages[E 1].
  - Marbre antique - Particulièrement le marbre blatte qu'on tirait des carrières de la Grèce et dont on faisait les statues[E 1].
  - Marbre brut - Marbre qui est en bloc et qui n'a point été débité ni taillé[E 1].
  - Marbre piqué - Marbre qui n'est taillé qu'à la pointe[E 1].
  - Marbre ébauché - Marbre qui n'est travaillé qu'à la double pointe ou au ciseau[E 1].
  - Marbre poli - Marbre qui a été frotté avec du grès, un bouchon de linge et de l'émeri[E 1].
  - Marbre lustré - Marbre qui a été lissé et frotté avec un tampon de linge et de la potée, et qui est luisant[E 1].
  - Marbre en tranche - Marbre qui est débité en tables de six lignes à deux pouces d'épaisseur[E 1].
  - Marbre dans sa passe - Tranches de marbre qui ont été débitées sur la longueur du banc, c'est-à-dire parallèlement au lit du bloc[E 1].
  - Marbre en contre-passe - Marbre dont les tranches ont été débitées sur la hauteur du banc, c'est-à-dire parallèlement aux joints du bloc; le marbre scié de cette manière devient très difficile dans la taille[E 1].
  - Marbre fier - Marbre qui s'éclate aisément sous le ciseau parce que le grain en est très fin et trop sec[E 1].
  - Marbre filardeux - Marbre qui a des filets ou des veines de matières hétérogènes qui le traversent; tel est le marbre bourbonnais[E 1].
  - Marbre pouf - Marbre qui, en le taillant, ne peut retenir ses arêtes vives étant sujet à s'égrener[E 11].
  - Marbre terrasseux - Marbre qui contient dans sa masse des parties tendres que l'on nomme terrasses[E 11].
  - Marbre cameloté - Marbre qui, après le travail, a l'apparence de fêlure ou étonnement à sa surface[E 11].
- Marbrier - Ouvrier qui taille et monte les pièces de marbre sur la pierre, les raccorde et les pose[E 11].
- Mariage - Réunion de plusieurs bandes de marbre ou de plusieurs carreaux que l'on scelle bout à bout sur une dalle, pour, d'un même trait de scie, en faire la division[E 11].
- Marteline - Espèce de petit marteau dont la tête est taillée de petites pointes, et qui sert à gruger le marbre lorsqu'il est très dur, tel que le granit, le porphyres, ou bien à écraser les clous ou durillons[E 11].
- Martinet - Forte molette de grès à laquelle est attachée une corde pour la faire mouvoir, et qui sert, avec du grès pulvérisé et de l'eau, à égriser les carreaux de marbre[E 11].
- Masse - Espèce de marteau en fer, court et à deux têtes, ayant un manche de bois - Il y en a de gros et de petits; ils servent à enlever de grosses masses ou élats de marbre en le taillant[E 11].
- Mastic - Substance servant à remplir les défauts naturels du marbre, ou causés par la taille, ainsi qu'à faire joindre les pièces, à graisser et sceller les ferrements, et à remplir les joints entre des dalles de pierre; On distingue:
  - Mastic gras - Mastic avec lequel on enduit le marbre lorsqu'on le taille, ou qu'on assemble les morceaux pour les faire mieux joindre - Cette pâte est aussi celle qui, en y joignant les couleurs analogues au marbre, est le plus souvent employée à la composition du mastic à reboucher; on la compose avec de la résine et de la cire jaune, que l'on moule en bâton; On graisse aussi avec ce mastic ou bien avec de la cire jaune seulement le marbre qui est étonné ou qui a des clapis[E 11].
  - Mastic à reboucher - De deux sortes: l'une est composé avec de la poix résine, de la cire jaune, du plâtre et du soufre auquel on ajoute du rouge ou du noir, selon les nuances du marbre; l'autre est composée de gomme-laque et de cire d'Espagne, ou de gomme seule, mêlée de couleur en poudre semblable à celle du marbre[E 11].
  - Mastic à fontaine - Mastic qui sert à sceller de grandes agrafes que l'on rapporte sous les tables de marbre, ainsi qu'à sceller des robinets, à faire des collets de tuyaux, et s'emploie dans toutes parties sujettes à l'humidité - Il se compose avec de la poix résine mêlée de ciment;
  - Mastic de limaille - Mastic qui sert à remplir les joints des réservoirs ou des caniveaux, et de toute autre partie sujette à l'humidité - On le compose avec de la limaille de fer que l'on fait oxyder au moyen du sel, des aulx, du vinaigre et de l'urine; Une autre espèce de mastic qui sert à remplir les joints des dalles de pierres, dans les endroits non humides se compose avec du ciment de tuile, du blanc de céruse, de la litharge, le tout détrempé avec de l'huile de lin[E 12].
  - Mastiquer - Mettre du mastic dans les fils, cavités ou terrasses qui se rencontrent dans le marbre - Cette opération se fait par les polisseurs: elle est la troisième du poli[E 12].
- Mèche - Outil monté sur un fût, et qui sert à faire les trous pour placer les goujons et agrafes, ainsi qu'à faciliter la taille des angles rentrants[E 12].
- Mettre en raccord - Après avoir fait la taille, présenter sur une dalle scellée de niveau toutes les pièces de marbre qui doivent être réunies, pour vérifier si toutes les parties joignent et affleurent parfaitement[E 12].
- Miroir - Petit éclat qui se fait sous le ciseau en taillant la surface du marbre[E 12].
- Molette - Morceau de grès ou  morceaux de faïence réunis ou plomb en forme de cône, servant à frotter la superficie du marbre pour le polir[E 12].
- Monter - Action de sceller des tranches de marbre sur des dalles ou sur un noyau en pierre, ou réunir plusieurs parties pour former un ensemble, tel que de joindre les montants d'un chambranle avec ses revêtements ou le travers[E 12].
- Mouliner - Frotter l'épaisseur ou le parement d'une tranche de marbre sur une plaque de fonte, ou sur un autre morceau de marbre avec du grès et de l'eau pour les dresser[E 12].

## N
- Nettoyer un chambranle - Laver, puis lui redonner son lustre[E 13].
- Nœud - Nom de certaines parties extrêmement dures qui se rencontrent particulièrement dans les marbres blancs, et pour lesquelles on est obligé d'employer la marteline afin de les écraser; on les nomme aussi émeril; il en est de la nature du cuivre qui se trouve dans les autres marbres, et que l'on nomment clous[E 13].
- Noyau - Morceaux de pierre brut sur lesquels on monte toutes les pièces de marbre qui composent un chambranle. Le noyau sert à donner du soutien aux tranches, ainsi que pour les agrafer, et à fixer le chambranle en place[E 13].

## O
- Ognette - Ciseau dont le tranchant est très-étroit - Il sert à faire la taille sur le joint d'un marbre très-mince, ou sur d'autres parties de peu de largeur[E 13].
- Onglet - Coupe faite obliquement par le bout ou sur l'épaisseur d'une bande de marbre[E 13].

## P
- Palette - Petite planche sur laquelle est une pièce de fer, servant à recevoir le bout du foret pour percer des trous[E 13].
- Panneau - Morceaux de marbre rapportés dans l'encadrement d'un foyer, ou entre les pilastres d'un chambranle circulaire[E 13].
- Parement - Face visible d'un morceau de marbre qui est taillé ou scié, poli ou non[E 13].
- Passe-partout - Scie sans dents, mais plus courte que celle à débiter les tranches, et qui sert à faire des coupes de peu de longueur[E 14].
- Patte - Bande de fer mince, portant d'un bout un petit talon rond et coudé, et de l'autre un scellement, et qui sert à arrêter en place la pierre sur laquelle sont montés les marbres d'un chambranle - On s'en sert aussi pour arrêter d'autres parties de marbrerie[E 14].
- Pièce d'angle ou quart - Dans les carrelages, un quart de carreau placé entre deux bandes faisant retour d'équerre - Les pièces qui se placent le long d'une bande, se nomment demi-carreaux ou moitié[E 14].
- Pierre ponce - Lave volcanique et vitreuse, très-légère et poreuse, servant à polir le marbre[E 14].
- Pilastre - Montant de chambranle, qui est uni et orné d'un chapiteau et d'un socle; Pilastre carré - Montant d'un chambranle fait d'une seule pièce et d'égale mesure sur toutes ses faces[E 14].
- Pince - De plusieurs sortes. Pince à Mastiquer - Tige de fer renforcée par le bout et limée en biseau - Elle sert étant chaude, à faire fondre le mastic, et à l'étendre sur des parties de marbre terrasseuses ou éclatées; Pince à main - Pince qui sert à ajuster et monter les morceaux de marbre sur le chantier, comme aussi à en faire la pose; Pince forte - Pince qui sert, dans le chantier, à remuer les blocs de marbre[E 14].
- Piquer - Cinquième opération que l'on exécute pour le poli: elle consiste à frotter avec un bouchon de linge fin humecté d'eau, sous lequel on met du plomb en limaille, ou de l'émeri en poudre fine, ou bien encore de la boue de lapidaire, la surface du marbre déjà disposée par les opérations qui ont précédé[E 14].
- Plafond - Nom d'une tranche de marbre placée en retour d'équerre au bas et derrière le travers d'un chambranle[E 14].
- Plomber - Usage que l'on fait d'une molette de plomb au lieu de bouchon de linge pour piquer le marbre, c'est-à-dire le polir[E 14].
- Poêle ou Cagnard - Vase de fonte avec deux anses et trois pieds, dans lequel on allume du charbon pour faire chauffer les petites parties de marbre, les goujons avant de les graisser, et les pinces des polisseurs[E 14].
- Poinçon - Outil acéré qui sert à faire des trous dans la pierre; Pointe carrée - Poinçon acéré rond ou à huit pans et très-pointu d'un bout; il sert, en frappant dessus avec le maillet, à ébaucher les parements avant d'employer la gradine[E 15].
- Poli - Surface d'un marbre qui est unie, lisse et doucie, mais non luisante; Polir - Unir, rendre lisse et douce la surface du marbre en le frottant avec une molette et du grès, puis avec un bouchon de linge et de l'émeri; Polir le liais - Frotter avec une molette de terre cuite ou autre, du grès et de l'eau[E 15].
- Porphyre - Roche composée de quartz, spalt étincelant et schorl réunis par agrégation, plus dure que toutes les autres roches connues sous le nom de marbre - Elle est rouge couleur de sang, mêlée de petites taches blanches et roses - Il en est aussi de vertes et de grises[E 15].
- Potée - Substance qui sert à donner le lustre au marbre - Il y en a de deux sortes: la potée rouge, qui est composée de salpêtre, sulfate de fer, à laquelle, en l'employant, on mêle du noir; la potée grise, qui est l'étain oxydé par l'eau forte réduit en poudre: celle-ci est destinée pour les marbres blancs - On fait encore une troisième sorte de potée commune avec des os de mouton calcinés et réduits en poudre[E 15].
- Pouf - Voir Marbre

## R
- Rabat - Nom de la terre des plats ou assiettes non émaillés dont la cuisson a été manquée, et qui sert à frotter ou rabattre les inégalités du marbre avant de l'adoucir - On fait aussi usage pour cette opération d'un morceau de fer plat; Rabattre - Frotter le marbre avec des morceaux de faïence non émaillés, du sable doux et de l'eau; ce qui est la seconde opération du polissage, et que l'on nomme rabat dur - Après avoir mastiqué on donne le rabat doux - Cette opération consiste à faire usage pour molette, de pierre de Gotland au lieu de faïence et de terre à four, puis de la pierre ponce réduite en poudre et mêlée avec de l'eau[E 16].
- Rader - Diviser, avec le ciseau au lieu de la scie, une bande de pierre ou une tranche de marbre sur leur longueur au moyen de deux tranchées que l'on fait dessus et dessous la matière[E 16].
- Râpe - Sert à réduire en poudra le plomb que l'on met sous le bouchon pour piquer ou polir[E 16].
- Relever ou lustrer - Dernière opération du poli, pour rendre la surface du marbre luisante et réfrangible aux rayons de la lumière: elle s'exécute au moyen d'un bouchon de linge humecté d'eau, ensuite d'un autre non humecté, avec lesquels on frotte sur la surface de la matière en y ajoutant de la potée réduite en poudre[E 16].
- Retours - Nom des deux bandes qui sont au-dessus et au-dessous du revêtement d'un chambranle, et qui font partie ou du travers ou du socle[E 16].
- Revêtement - La tranche de marbre qui fait retour d'équerre avec les Montants d'un chambranle, et qui sert à revêtir le dehors des jambages d'une cheminée[E 16].
- Rondelle - Ciseau qui sert à fouiller et unir les cavités, comme moulures et autres[E 16].

## S
- Sciage - Débit du marbre et de la pierre fait à la scie; c'est aussi le parement formé par la scie[E 16]; Sciage gauche - Sciage dont tous les angles ne sont pas sur un même plan[E 16].
- Scie - Lame de fer doux sans dents, droite et unie dans sa monture, servant à débiter les marbres en tranches en y versant du grès pilé et de l'eau dans la voie que fait la scie pour traverser le bloc; Scier à contre-passe - Faire agir la scie parallèlement aux joints du marbre, c'est-à-dire débiter les tranches sur la hauteur du bloc; Scieur - Ouvrier qui débite en tranches et à la scie les blocs de marbre et qui fait les coupes pour mettre les bandes de longueur et largeur; Sciotte - Petite scie à main sans dents, faite d'un morceau de tôle roulé sur une de ses rives pour former poignée - Elle sert à scier le bout des bandes, et le plus souvent à détacher par un trait une partie de la masse à tailler, tel que cela se pratique pour commencer tous les filets et autres moulures afin d'en conserver leurs arêtes; Sciotte tournante - Morceau de tôle cylindrique mû par un fût, et qui sert à enlever un noyau dans un bloc de marbre, tel qu'une colonne[E 17].
- Sébile - Vase en bois dans lequel on gâche le plâtre pour sceller les pièces de marbre[E 17].
- Socle - Petit champ que l'on rapporte en saillie au bas d'un montant de chambranle et d'un revêtement, c'est aussi celui des bandes de marbre posées au bas d'un mur ou d'un lambris; Socle plein - Celui qui se rapporte sous des Montants de chambranle à pilastre carré, à console ou à colonne[E 17].
- Spalme - Voir Mastic à fontaine
- Spatule - Outil de fer qui sert à gâcher le plâtre[E 17].
- Surbaissement - Seconde taille que l'on fait sur l'épaisseur ou sur la largeur d'une bande pour la cintrer sur l'épaisseur ou l'élégir sur la largeur, ou bien pour faire le dégagement d'une moulure au bas d'un chapiteau[E 17].

## T
- Tablette - Tranche de marbre de peu d'épaisseur, ornée ou non de moulures, dont on couronne un chambranle de cheminée, ou qui couvre l'appui d'une croisée ou le dessus d'un meuble[E 18].
- Taille
  - Taille brute - Taille que l'on fait avec le ciseau sur les parements ou sciages des tranches de marbre pour les dresser avant de les polir[E 18].
  - Taille apparente - Taille faite pour profiler une moulure, faire une feuillure, un élargissement quelconque[E 18].
  - Taille d'ébauche - Taille que l'on fait pour évider un angle, un pan coupé et d'autres fortes tailles qui peuvent être considérées comme cube jeté bas[E 18].
  - Taille d'épaisseur- Voir équarrissage
  - Taille gradinée, taille bouchardée - Et l'autre de ces tailles sont brutes et empruntent leur nom de l'outil avec lequel on les exécute - Ces tailles ne se font ordinairement que sur des granits destinés à faire des bornes, marches, assises, etc.[E 18].
- Tambour - Masse de marbre rapportée par le haut d'un pilastre de chambranle, dans laquelle sont taillées les moulures formant le chapiteau[E 18].
- Tasseau - Blocs de pierre ou de marbre que l'on scelle sur les côtés d'un autre bloc avant de le débiter en tranches[E 18].
- Tenon - Partie dégagée par chaque bout d'une colonne pour entrer dans les socles et chapiteaux[E 18].
- Terrasse - Partie tendre qui se présente par veine dans un bloc de marbre[E 18].
- Tête - Partie saillante formée par un élégissement dans un travers de cheminée et autre partie[E 18].
- Tête - Voir Tambour
- Tranche - Morceau de marbre de faible épaisseur débité dans un bloc au moyen de la scie[E 18].
- Travers- Bande de marbre sous la tablette d'un chambranle et qui est supportée par les deux montants[E 18].
- Trépan ou Drille - Outil en forme de mèche servant à percer les trous[E 18].

## U
- Usine - Machine composée de roues que l'eau fait tourner et qui fait mouvoir plusieurs fers de scie pour débiter en branches les blocs de marbre[E 19].

## V
- Vase - Morceau de marbre rond travaillé sur le tour, creusé eu dedans, ayant un socle par bas, profilé et galbé dans le reste de sa hauteur, et qui se pose sur un piédestal pour la décoration des jardins[E 19].
- Vasque - Bassin de pierre ou de marbre de peu d'épaisseur, ordinairement posé sur un pied-douche, ayant une forme ronde ou ovale, orné de moulures et recreusé pour recevoir les eaux d'un jet ou d'une fontaine[E 19].
- Veines - Raies ou ondes de différentes couleurs qui se trouvent dans les marbres et les pierres, et qui sont des défauts dans la pierre et une beauté dans le marbre; Veiné - On nomme ainsi le marbre qui a des veines d'une couleur différente du fond[E 19].
- Vilebrequin - Voir Fût.